# Романова, Анна Анатольевна
Рома́нова Анна Анато́льевна (21 февраля 1985, Чернигов) — эксперт развития туристической индустрии, доктор экономических наук, исполнительный директор Ассоциации индустрии гостеприимства Украины. До этого была депутатом Верховной Рады VIII созыва, представительницей парламентской фракции «Объединение „Самопомощь“». С 2019 года — беспартийная.

## Биография

### Образование
- 1991 г. по 2001 гг. училась в Черниговской общеобразовательной школе физико-математического профиля № 12 (получила серебряную медаль за успехи в учёбе);
- 2001—2006 гг. — Черниговский государственный педагогический университет имени Т. Г Шевченко по специальности «История и социальная педагогика» (получила диплом с отличием);
- 2007—2009 гг. — Черниговский государственный технологический университет по специальности «Менеджмент организаций»;
- 2011—2014 гг. — Национальная академия государственного управления при Президенте Украины по специальности «Управление общественным развитием» (получила диплом с отличием).

Кроме того, в 2013 году окончила:
- школу развития лидерского потенциала ASPEN-Украина (англ. Aspen Institute)  и
- Украинскую школу политических студий (USPS).

### Трудовая деятельность
- октябрь 2006 — ноябрь 2008 гг. — менеджер отдела развития, ООО «Фирма „Вена“», г. Чернигов (расширение сети супермаркетов строительных материалов);
- ноябрь 2008 — декабрь 2010 гг. — руководитель проекта, ООО «Фирма „Вена“», г. Чернигов (проведение маркетинговых исследований, координация работы колл-центра и собственной службы «Mystery Shopping», контроль над повышением качества обслуживания клиентов);
- декабрь 2010 — сентябрь 2014 гг. — заместитель Черниговского городского головы (координация деятельности структурных подразделений городского совета в сфере туризма, международного сотрудничества, культуры, спорта, семьи и молодёжи).

### Общественная деятельность
- с 2001 г. — волонтер, эксперт и координатор многих проектов в общественном секторе;
- с 2008 г. — председатель Черниговской городской общественной организации «Общественное мнение»;
- с 2014 г. — руководитель областной организации Объединения «Самопомощь» в Черниговской области.

## Научная деятельность
Доктор экономических наук (2020 г. — защитила диссертацию на тему: «Стратегия экономического развития туристической индустрии в условиях глобализации»)
Является одним из немногих украинских экспертов по территориальному брендингу и повышению конкурентоспособности территорий.
Автор ряда научных публикаций, в частности:
- Романова А. А. Использование Интернет-маркетингового и управленческого инструментария при разработке усовершенствования местной инфраструктуры (на примере г. Чернигова)[5]
- Романова А. А. Применения маркетинговой информационной системы в процессе разработки стратегического плана брендинга территории"[6]
- Романова А. А. Совершенствование методологических подходов к разработке концепции повышения региональной конкурентоспособности (на примере г. Чернигов)[7]

## Депутатская деятельность
- Секретарь Комитета ВР по вопросам семьи, молодёжной политики, спорта и туризма[8]
- Председатель подкомитета по вопросам туризма, курортов и рекреационной деятельности[8]
- Член межпарламентской комиссии по сотрудничеству Верховной Рады Украины и национального Собрания Республики Беларусь.
- Заместитель члена Постоянной делегации в Парламентской ассамблее Организации Черноморского экономического сотрудничества
- Сопредседатель группы по межпарламентским связям с Республикой Беларусь.

Член межфракционного депутатского объединения «Еврооптимисты».

### 2014
Зарегистрировала законопроект о возможности присвоения звания Герой Украины лицам, которые не являются гражданами Украины (для того, чтобы увековечить память Героев Небесной Сотни — граждан других государств, в частности Михаила Жизневского, Давида Кипиани и Зураба Хурцию).

26 декабря 2014 года внесла предложение в Бюджетного кодекса о финансировании колледжей и техникумов на 3,7 млрд гривень. Перед этим было предложение перевести финансирование финансирование высших учебных заведений I—II аккредитации на местные бюджеты. Поскольку в местных бюджетах не было заложено такой нормы, то возможна была бы ситуация, что большинство из них просто бы закрыли.
«…то есть, техникумы и колледжи, могли прекратить свое существование. В результате ожесточенных боев, получасового спора, с перевесом в 1 голос прошла моя поправка в Бюджетный кодекс», — сообщила Анна Анатольевна после заседания Бюджетного комитета ВР.

### 2015
Анна Романова стала одним из 28 депутатов, которые посещали все заседания ВРУ на момент исследования агентством VOX Ukraine в мае 2015 года.
В составе делегации депутатов Верховной Рады на Генассамблее ПАЧЭС 27 ноября выразила протест против т. н. «российской оккупации Донбасса и аннексии Крыма», сорвав выступление председателя Государственной Думы Российской Федерации Сергея Нарышкина.

## Семья
Воспитывает дочь Викторию.